# ミン (トラ)
ミン（Ming）は、2003年10月にアメリカ合衆国・ニューヨーク市ハーレムのアパートで飼われていたことで有名になったトラである。
ハーレムの公営住宅の5階にある5LDKのアパートの一室で、放し飼いで飼われていた。発見されたときには3歳だった。当時の飼い主のアントワン・イェーツの部屋には、他にも一般的なペットのほかエキゾチックアニマルが数匹飼われており、他に「アル」という名のワニもいた。
ミンはその後、オハイオ州ベルリン・センターにあるノアズ・ロスト・アーク・アニマル・サンクチュアリーに送られ、そこで余生を過ごした。ミンは2019年2月に自然死し、ニューヨーク州ハーツデールにあるハーツデール・ペット墓地に埋葬された。

## 歴史

### 発見まで
2000年4月、ニューヨーク市ハーレムに住む31歳のタクシー運転手アントワン・イェーツ(Antoine Yates)は、ミネソタ州ラシーンにある自然動物園・ベアキャット・ホロウ・アニマルパーク(BEARCAT HOLLOW Animal Park)で、生後8週間のオスのアムールトラとベンガルトラの雑種を購入し、「ミン」と名付けた。記録によると、イェーツはそれ以前にも同じ自然動物園でライオンの子供を購入していたが、イェーツはミンを飼い始めた後すぐに、ライオンを他の人に譲った。

### 発見
2003年9月30日、ミンに腕と足を噛まれたイェーツがハーレム医療センターの救急室を訪れたことから、ミンの存在が発覚し、メディアで報道された。治療の際、イェーツはペットの犬に噛まれたと主張したが、噛み跡の幅から、もっと大きな顎を持つ動物ではないかと医療関係者は疑った。その後、イェーツは、飼い始めたばかりの猫をミンが襲おうとしたため、遠ざけようとして噛まれたと語った。
イェーツが退院した10月3日、情報提供を受けたニューヨーク市警の警官がイェーツの自宅へ調査に向かった。しかし、アパートのドアから大きなうなり声が聞こえてきたため、警官は立ち入りを避けた。ニューヨーク市警の技術支援対応部隊は、隣家の壁に穴を開け、棒の先に取り付けられたカメラでミンがいる場所を確認した。また、警官のマーティン・ダフィーが屋上からロープで降下し、窓から中を確認した。そして、ブロンクス動物園獣医長のロバート・クック獣医師が用意した麻酔銃をミンに向かって撃った。
麻酔銃を打たれたミンは、ダフィーが発砲した窓に突撃して窓を壊し、その後アパートの奥へと後退していった。麻酔が効くまで数分間待った後、動物管理チームがイェーツの部屋に送り込まれた。クック獣医師は、再度の鎮静剤の注射をさせた。ミンは6人以上の人手によってトラックまで運ばれた。動物管理チームは、別の部屋で飼われていた体長5.5フィートのワニも発見した。イェーツはその後、フィラデルフィアの病院へ移送され、警護された。
2003年10月にミンがイェーツのアパートで発見された後、近隣住民に取材したところ、トラの存在は少なくとも3年前から広く知られており、一種の都市伝説のようになっていたことが判明した。イェーツが近所のスーパーで生の鶏肉を大量に購入していたことも判明し、「毎日あんなに鶏肉を食べるなんて」とアパートで話題になっていたという。2003年までイェーツは、ミンに1日約9キログラムの鶏肉、レバー、骨を食べさせていた。イェーツのアパートの部屋には同居人もいたが、彼らは当初、家の中に動物がいることを知らなかった。『ニューヨーク・デイリーニューズ』は次のように報じている。

ハーレムのアパートで体重425ポンドのトラと同居していた女性は、昨日、最初は怖かったが、すぐにこの人食いトラとの生活に慣れたと語った。虎の飼い主であるアントワン・イェーツから夫と一緒に一部屋を借りていたキャロライン・ドミンゴさんは、『デイリーニューズ』に対し、アパートで大きな猫が自由に動き回っているのを見つけたときは、自分の目を疑ったが、...[中略]...最終的には「みんな家族になりました」と語った。

### 法的措置
イェーツは、無謀な危険行為と野生動物の不法所持の容疑で逮捕された。その後、このアパートで子守をしていたイェーツの母親が、子供の福祉を脅かした罪で起訴された。母親の罪を軽くするための司法取引の一環として、イェーツは無謀な危険行為を認め、最終的には懲役5か月、保護観察5年の刑に処された。イェーツは3か月の服役で釈放された後、ペットを失ったことと、アパートにあったと主張する7千ドルの現金の返還を求めてニューヨーク市を訴えた。裁判官は、「フツパー」（厚かましい）と述べて、この訴えを却下した。
また、イェーツにトラを売った自然動物園の経営者も、野生動物の違法売買で有罪となった。

### その後
当局は、押収した動物たちをより適切な住居に移すことを決定した。ミンはオハイオ州ベルリン・センターにあるノアズ・ロスト・アーク・アニマル・サンクチュアリーに、ワニのアルはインディアナ州に送られた。
イェーツは、2010年頃にはネバダ州ラスベガス近郊のパランプで、4頭のトラを含む22頭の大型ネコ科動物と暮らし、「アントワン・タイガーマン・イェーツ」(Antoine Tigermann Yates)と名乗るようになった。2011年に「Reach Out And Respond（ROAR）財団」を設立した。しかし、2018年に『ニューヨーク・ポスト』紙に掲載された記事では、パランプでトラの飼育ライセンスを持つ人物が、イェーツはネバダ州に住んだことがないと述べていることを指摘し、イェーツの主張の真実性に疑問を投げかけている。